# Thaxteriella indica
Thaxteriella indica är en svampart som beskrevs av Dharne & E. Müll. 1970. Thaxteriella indica ingår i släktet Thaxteriella och familjen Tubeufiaceae.   Inga underarter finns listade i Catalogue of Life.